# Per Inge Ögren

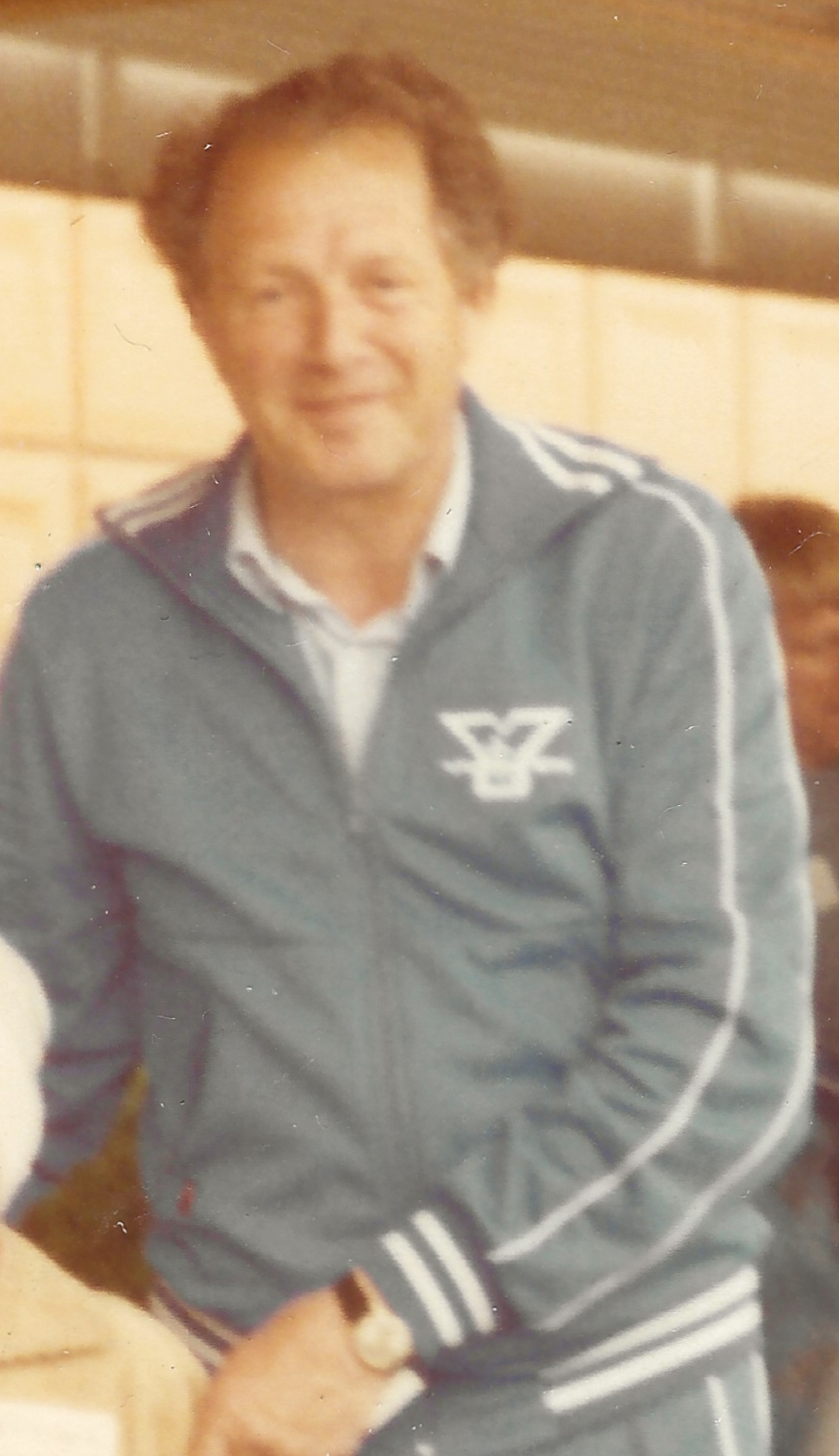
Per Inge Ögren 1983

Per Inge ”Miljö-Pelle” Ögren, född 1926 i Långträsk, död 1986 i Södertälje, var en pionjär inom återvinning och den svenska miljörörelsen.
Efter att i yngre år ha jobbat som försäljare blev Ögren intresserad av miljöfrågor på 1950-talet. Ögrens miljöengagemang tog sig många olika uttryck, till exempel en kampanj mot fågelholkar i plast på 1950-talet, mot engångspåsar i plast på 1970-talet samt för införande av pant på snusdosor, även det på 1970-talet. Ögren var under en tid anställd av Naturvårdsverket för att lokalisera skrotbilar i naturen. Taggtråd, bilbatterier och allmänt plastskräp var andra föremål Ögren riktade in sig på.
Mest känd är kanske Ögren för sitt idoga insamlings- och återvinningsarbete med tomburkar och glasflaskor, något han började med 1968. En delvis oförstående samtid fick se honom rekrytera frivilliga att samla in burkar och flaskor, övertyga butiksägare att ta emot dem, och på 1980-talet ur egen ficka betala 10 öre per till honom inlämnad, tillplattad burk.
Ögren uppskattade att han i sin återvinningsgärning samlat in åtminstone 200 miljoner burkar, 44 000 bilbatterier och 27 000 skrotbilar. Inte långt före Ögrens död tillkännagavs att riksdagen bestämt att införa allmän pant på returburkar, något Ögren betecknade som sin största seger.
Ögren fick Svenska Dagbladets miljöpris 1985.

## Bilder

Per Inge Ögren
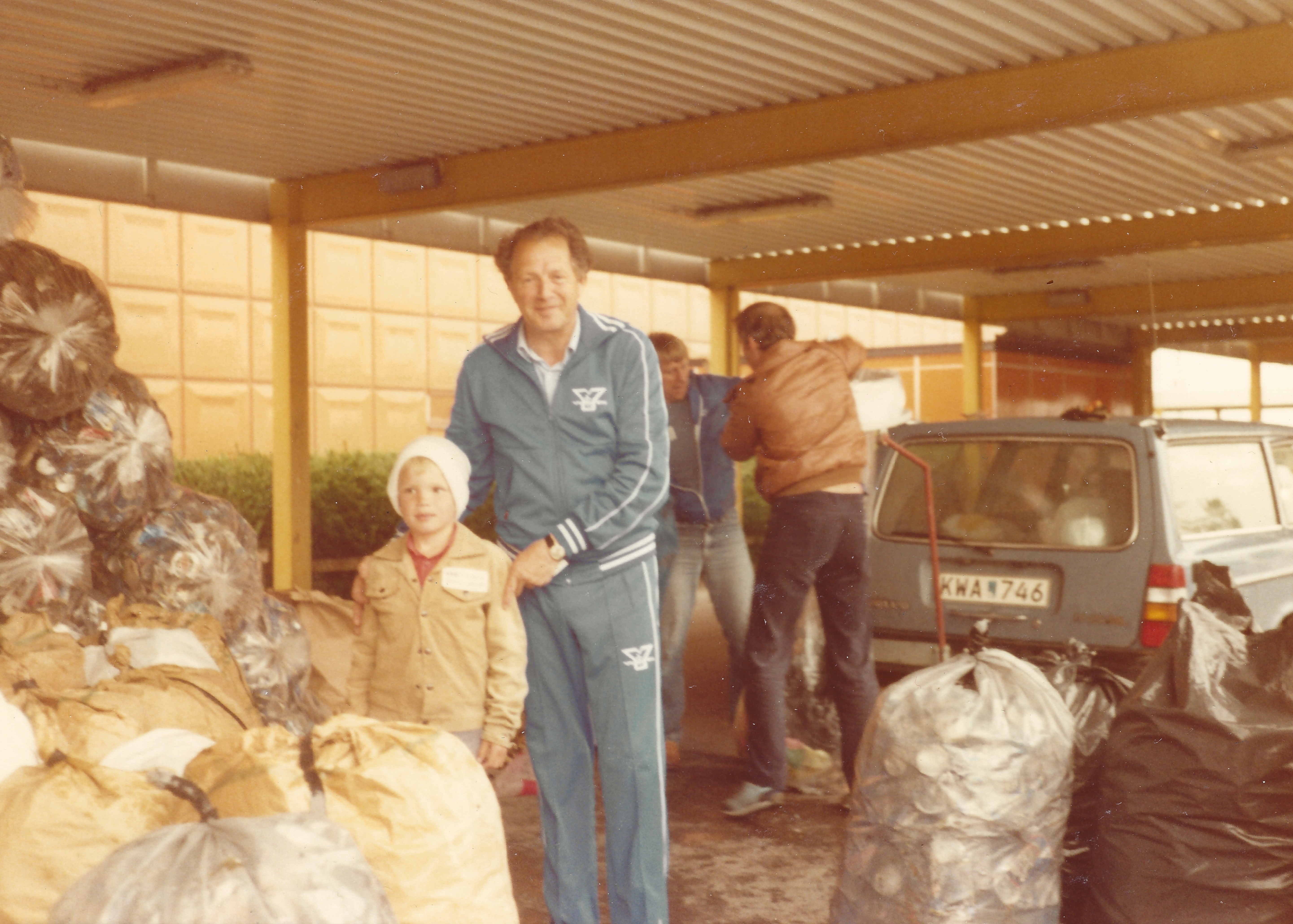
Ögren (mitten) tar emot burkar vid Bäckebols köpcentrum i Göteborg 1983.